# Pont de Silves
El Pont de Silves és un pont sobre el riu Arade situat a la ciutat de Silves, a l'Algarve, a Portugal. Malgrat que l'origen n'és controvertit, el pont com existeix actualment fou construït al segle XV.

## Història
És possible que Silves tingués un pont en època romana, perquè el poble es trobava en una cruïlla de vies romanes i també pel descobriment de opus signinum proper a l'actual pont.(1) En els segles posteriors la història és més obscura. Com que Silves (llavors Xelb) fou capital d'un regne islàmic en els segles XI-XII, alguns historiadors pensen que havia de tenir un pont la ciutat andalusina. No obstant això, les descripcions medievals de Silves tant d'àrabs com cristians mai esmenten un pont. Per exemple, el croat que relata la conquesta de la ciutat per Sanç I, al 1189, no n'esmenta cap pont.(1)

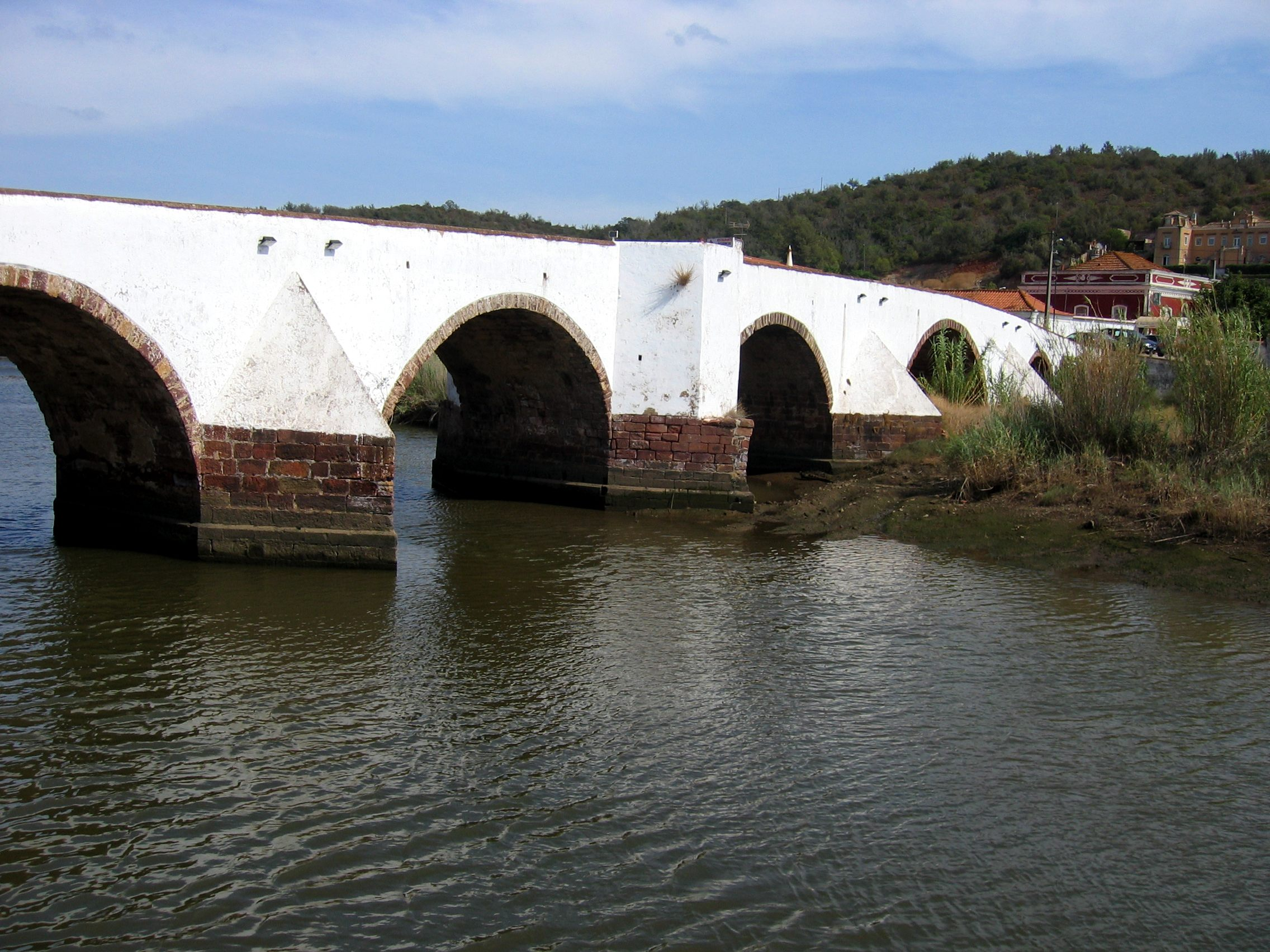
Pont Vell d'Arade, a Silves

El pont actual es construí en el segle XV. La primera referència documental se'n troba en les Corts de Lisboa de 1439, en què els enviats de Silves es refereixen als treballs de reconstrucció d'un pont.(2) Altres documents indiquen que el pont estava encara en construcció al 1459 però que al 1473 ja s'havia conclòs.(2)
A la primeria del segle XVII el pont va perdre dos arcs i hagué de ser restaurat. El 1716 va ser novament restaurat pel paleta Inácio Mendes, però reaprofitant les estructures anteriors.(2) L'estil del pont, però, no fou alterat en aquestes reformes.(1)
Al segle XX un arc del pont, a la banda dreta, s'eliminà per construir-ne una avinguda al costat. El 1950 se n'alçà un pont de formigó a prop, i el pont vell es feu per a vianants.(2)

## Característiques
El pont conté cinc arcs rodons, amb pilars protegits per quatre esculls.(2) La talla de carreus del pont és típicament medieval, fet comprovat per la presència de marques de picapedrers i restes de ceràmica del segle XV. Per les marques i el desgast, el quatre i cinqué arc del marge esquerre podrien datar de la primera fase de construcció del pont. El tercer arc del marge esquerre conté marques de picapedrer semblants a la de les finestres de la Catedral de Silves i deu datar del tercer quart del segle XV.(2)